# Setibhor
Setibhor – małżonka władcy starożytnego Egiptu Dżedkare Isesi z V dynastii. 
Od dziesięcioleci znany był jej kompleks grobowy, lecz do 2019 r. imię jej pozostawało nieznane. Nosiła kilka tytułów, m.in.: Ta, która widzi Horusa i Seta, wielka berłem „hetes”, wielka chwałą, żona króla, jego umiłowana.
Pierwsze wykopaliska na terenie kompleksu piramidy Setibhor prowadził Ahmed Fakhry w 1952 r., wyników tych badań jednak nie opublikowano. Do królowej należał ogromny kompleks grobowy położony na północny wschód od piramidy Dżedkare, największy małżonki królewskiej z okresu Starego Państwa. Wskazuje to na niezwykle wysoki status Setibhor. 
Niektórzy badacze uważają, że była ona matką następcy Dżedkare – Unisa. Inni przyjmują, że najpewniej odegrała jakaś rolę w dojściu samego Dżedkare do władzy, który być może zawdzięczał jej tron.

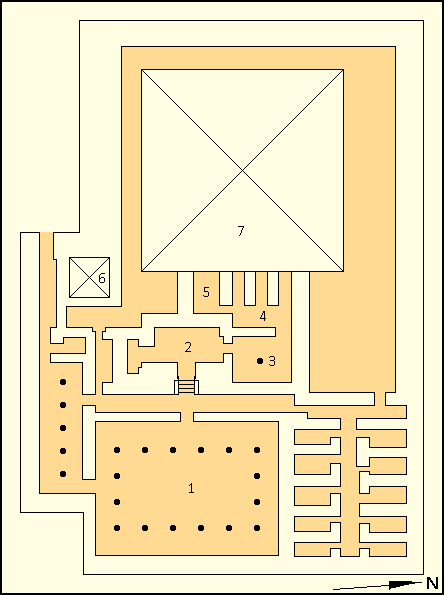
Plan kompleksu grobowego Setibhor

Oprócz niezwykłych rozmiarów jej grób wyróżnia się licznymi wyjątkowymi cechami. Ma elementy architektoniczne i pomieszczenia zastrzeżone dla królów: jej piramida ma własną piramidę satelitarną, drogę procesyjną prowadzącą od dolnej świątyni do świątyni grobowej, hol wejściowy pr-wrw, otwarty dziedziniec oraz kwadratowy przedsionek. Nietypowe są także granitowe kolumny z palmowymi głowicami. Ponadto w trakcie badań świątyni odnaleziono reliefy noszące ślady przeróbek: zamiast usuniętych tradycyjnych tekstów powyżej postaci królowej umieszczono przedstawienia sępów oraz insygnia królewskie. Świątynia została zaatakowana wkrótce po śmierci królowej – faraon Unis wykorzystał jej elementy architektoniczne we własnym kompleksie grobowym. Badania na terenie kompleksu prowadzą badacze z Czeskiego Instytutu Egiptologicznego, którzy w 2019 r. zidentyfikowali imię królowej na jednej z kolumn.
Insygnia królewskie i przemoc, jaka spotkała świątynię, mogą świadczyć o tym, że Setibhor przejęła rządy w kraju jako samodzielny władca. Zdaniem Klausa Baera królowa krótkotrwale sprawowała władzę po śmierci Dżedkare. Inni badacze widzą w niej regentkę, sprawującą władzę w czasach małoletniości jednego z ostatnich władców V dynastii. Hipotezom tym sprzeciwiają się inni egiptolodzy, jak Michel Baud, wskazując na brak dowodów na regencję lub interregnum pomiędzy rządami Dżedkare i Unisa.

## Tytulatura
| G39 | N5 |

| G39 | N5 |

| H | D2 · r | st | t · ib |

| H | D2 · r | st | t · ib |

| H | D2 · r | st | t · ib |

| H | D2 · r | st | t · ib |

| G39 | N5 |

| G39 | N5 |

| H | D2 · r | st | t · ib |

| H | D2 · r | st | t · ib |

| H | D2 · r | st | t · ib |

| H | D2 · r | st | t · ib |